# Alopoglossus myersi
Alopoglossus myersi — вид ящірок родини Alopoglossidae. Мешкає в Панамі і Колумбії.

## Поширення і екологія
Alopoglossus myersi мешкають в нагір'ях на сході Панами, в провінції Дар'єн, а також в сусідніх районах Колумбії, в департаменті Чоко. Вони живуть у вологих тропічних лісах, серед опалого листя. Зустрічаються на висоті від 800 до 1300 м над рівнем моря. Ведуть денний, наземний спосіб життя.